# Mycteroperca jordani
Mycteroperca jordani är en fiskart som först beskrevs av Oliver Peebles Jenkins och Barton Warren Evermann, 1889.  Mycteroperca jordani ingår i släktet Mycteroperca och familjen havsabborrfiskar. IUCN kategoriserar arten globalt som starkt hotad. Inga underarter finns listade i Catalogue of Life.